# Cratichneumon boreoalpinus
Cratichneumon boreoalpinus là một loài tò vò trong họ Ichneumonidae.